# Dalbergia gracilis
Dalbergia gracilis är en ärtväxtart som beskrevs av George Bentham. Dalbergia gracilis ingår i släktet Dalbergia, och familjen ärtväxter. Inga underarter finns listade i Catalogue of Life.